# Образование в США
Образование в США состоит из отдельных этапов обучения — дошкольное, начальное, среднее и высшее. Контролируется и финансируется на трёх уровнях: федеральными властями, властями штатов и местными властями.
Во всех штатах США действует закон об обязательном образовании для детей с пяти-восьми лет до шестнадцати-восемнадцати лет, в зависимости от штата. Программа образования может отличаться в различных штатах и школьных округах, но все штаты по закону обязаны проверять учащихся государственных школ, чтобы убедиться, что они достигают желаемого уровня минимального образования.
Высшие учебные заведения очень различаются по качеству обучения. 8 университетов Лиги Плюща считаются одними из самых престижных, как в США, так и во всём мире.
США занимают 10-е место среди индустриальных стран по проценту взрослых с высшим образованием по состоянию на 2010 год.
Уровень грамотности в США — 99 % (2008), в 2011 году 46 % людей в возрасте 25 лет и старше имели среднее образование, 30 % имели степень бакалавра. Основной язык, на котором ведётся преподавание — английский.

## История
В 1862 году был принят Закон Моррилла и началась государственная помощь системе образования путём безвозмездной передачи государственной земли университетам для преподавания сельскохозяйственных и технических наук и подготовки к службе в вооружённых силах. Закон был внесён в Конгресс США представителем штата Вермонт Джастином Морриллом (1810—1898) в 1857 году.
Как описывает Энтони Графтон: "Традиционный колледж и университет достигли пика развития после Второй мировой войны благодаря демографическому взрыву и холодной войне. Постдипломное образование развивалось даже более быстрыми темпами, чем преддипломное, так как университеты разрослись за счет потоков денежных вливаний из государственного бюджета и бюджетов отдельных штатов. Но этот пик оказался настолько же опасен, насколько он был высок, и к 1970-м годам земля под ним покачнулась. В некоторых отношениях результаты были положительными: когда бэби-бум подошел к концу, колледжи, не сумев заполнить все места белыми мальчиками, открылись для женщин и цветных студентов обоих полов. Но финансовый кризис того времени положил предел казавшемуся бесконечным расширению..."
Телесные наказания широко использовались в школах США в XIX и XX веках как способ мотивировать учащихся к более высокой успеваемости и поддержанию объективно хороших стандартов поведения. Эта практика в целом считалась справедливым и рациональным способом дисциплинирования школьников, особенно учитывая ее параллели с системой уголовного правосудия, и учителя в конце 19 века поощрялись за использование телесных наказаний вместо других видов дисциплины. В англоязычном мире право учителей применять дисциплинарные меры к детям закреплено в доктрине общего права in loco parentis (лат. «вместо родителей»), которая возлагает на носителей власти юридическую ответственность брать на себя в некоторых случаях функции родителя.
В 1977 году вопрос о законности телесных наказаний в школах США был передан в Верховный суд. На тот момент только Нью-Джерси (1867 г.), Массачусетс (1971 г.), Гавайи (1973 г.) и Мэн (1975 г.) запретили физические наказания в государственных школах, и только Нью-Джерси также запретил эту практику в частных школах.
Верховный суд США подтвердил законность телесных наказаний в школах в знаковом деле Ингрэм против Райта. Суд пятью против четырех постановил, что телесное наказание Джеймса Ингрэма, которого задержал его заместитель директора и избил директор более двадцати раз, что в конечном итоге потребовало медицинской помощи, не нарушило Восьмую поправку, которая защищает граждан от жестоких и необычных наказаний. Они также пришли к выводу, что телесные наказания не нарушают положения о надлежащей правовой процедуре Четырнадцатой поправки, поскольку учителя или администраторы, применяющие чрезмерное наказание, могут быть привлечены к уголовной ответственности. Этот случай создал прецедент «разумного, но не чрезмерного» наказания учащихся и был раскритикован некоторыми учеными как «явно низкая точка в отношениях между американскими учителями и учениками».
Постановление «Ингрэм против Райта» решительно навязало решение о том, объявлять или нет телесные наказания в школах вне закона, непосредственно законодателям штата. Большинство государственных запретов на телесные наказания произошло за прошедшие с 1977 года годы.
Отдельные штаты имели право запрещать телесные наказания в государственных школах с 19 века. Каждый штат имеет право определять телесные наказания в законах своего штата, поэтому запреты на телесные наказания различаются от штата к штату. Например, в Техасе учителям разрешается пороть детей и использовать «любую другую физическую силу» для контроля над детьми во имя дисциплины; в Алабаме правила более четкие: учителям разрешается использовать «деревянный весло примерно 24 дюйма (610 мм) в длину, 3 дюйма (76 мм) в ширину и 0,5 дюйма (13 мм) в толщину».
Первым штатом, отменившим школьные телесные наказания, стал Нью-Джерси в 1867 году. В 1894 году законопроект Ньюарка оспорил это решение, утверждая, что порка должна быть законной, если родители дали на это согласие; Палата представителей Нью-Джерси отклонила этот законопроект: в свидетельстве одного врача утверждалось, что положения законопроекта «подвергнут жестокой дискриминации со стороны учителей детей, у которых нет заботливых родителей». Вторым штатом, запретившим телесные наказания в школах, стал Массачусетс 104 года спустя, в 1971 году. По состоянию на 2024 год телесные наказания запрещены в государственных школах в США в 33 штатах и округе Колумбия. Использование телесных наказаний в частных школах разрешено законом почти в каждом штате. Только Нью-Джерси, Айова, Нью-Йорк, Иллинойс и Мэриленд запрещают это как в государственных, так и в частных школах. Телесные наказания по-прежнему широко применяются в школах (хотя и снижаются) в некоторых государственных школах Алабамы, Арканзаса, Джорджии, Луизианы, Миссисипи, Оклахомы, Теннесси и Техаса. Последним штатом, запретившим школьные телесные наказания, стал Колорадо в 2023 году.

## Структура
Продолжительность и возраст для начала обязательного образования разнятся в зависимости от штата. Начинают обучение в возрасте от 5 до 8 лет и заканчивают в возрасте от 18 до 19 лет.
В возрасте около 5 лет американские дети идут в начальную школу (англ. elementary school), в нулевой класс (нем. kindergarten). Этот нулевой класс не является обязательным в большинстве штатов. Тем не менее, почти все американские дети посещают kindergarten. Хотя в переводе с немецкого kindergarten буквально означает «детский сад», детские сады существуют отдельно в США и дословно называются «пред-школой» (англ. preschool).
Начальная школа продолжается до пятого или шестого класса (в зависимости от школьного округа), после чего ученик идёт в школу среднего звена (англ. middle school или junior high school), которая заканчивается восьмым или, соответственно, девятым классом. Старшая школа (англ. high school) — это классы от девятого до двенадцатого, так что обычно американцы заканчивают среднее образование в 18 лет.
Те, кто получил среднее образование, могут поступать в общественные колледжи. В материалах статистики такие учебные заведения называют двухгодичными колледжами (two-year colleges), распространены и другие названия: англ. community college, junior college, technical college или city college. Эти учебные заведения после двухгодичного обучения выдают степень (англ. associate’s degree), сравнимую со средним специальным образованием РФ или квалификацией ученика (apprentice) или подмастерья (journeyman) в ряде иных стран, включая Канаду. Но в отличие от РФ, где начать обучение в таком учебном заведении можно после 9 класса, в колледж США можно поступить только получив полное среднее образование. Другая возможность продолжить обучение — поступить в колледжи или университеты, где получают, обычно за четыре года, степень бакалавра. Получившие степень бакалавра могут учиться дальше, чтобы получить степень магистра (2—3 года) или доктора философии (3 года или более). Отдельно аккредитованные факультеты и вузы (graduate schools), для поступления в которые обязательна специальная подготовка на уровне бакалавра, выдают степени доктора медицины и доктора права.

## Начальное и среднее образование
Бесплатные государственные школы управляются главным образом демократически избранными школьными советами (англ. school boards), каждый из которых имеет юрисдикцию над школьным округом (англ. school district), чьи границы часто (но не всегда) совпадают с границами округа или города, и которые содержат одну или несколько школ каждого уровня. Школьные советы устанавливают школьные программы, нанимают учителей и определяют финансирование программ. Штаты регулируют образование в своих границах, устанавливая стандарты и экзамены школьников.
К публичному образованию относятся также «чартерные» школы (charter schools), которые финансируются из государственного бюджета разного уровня (обычно штатом), но не относятся к школьным округам, не управляются школьным советом и на которые распространяются иные регуляции штата.
Подавляющее большинство детей обучается в государственных школах. Например, в 2013 году около 87 % детей школьного возраста получали образование в бесплатных государственных школах, около 10 % — в частных школах и 3 % получали домашнее образование. Однако, в США запрещено пользоваться бесплатно школой, которая находится не по месту проживания, даже если она кажется «топовее». Многие платные частные школы являются религиозными. Наиболее распространена сеть католических школ, которой положили начало ирландские иммигранты во второй половине XIX века. Другие частные школы, часто очень дорогие и иногда с большим конкурсом на поступление, существуют, чтобы подготовить учеников к поступлению в престижные вузы. Существуют даже интернаты, собирающие учеников со всей страны, такие как Академия Филлипса в Экзетере в Нью-Гэмпшире.
Около 3 % родителей по разным причинам решают обучать своих детей дома. По-английски это называется homeschooling (домашняя, семейная форма обучения). Некоторые религиозные консерваторы не хотят, чтобы их детей учили идеям, с которыми они не согласны, чаще всего теории эволюции. Другие считают, что школы не могут удовлетворить нужды их отстающих или, наоборот, гениальных детей. Третьи хотят защитить детей от наркотиков и преступности, которые являются проблемой для некоторых школ. Во многих местах родители, обучающие своих детей дома, образуют группы, в которых они помогают друг другу, а иногда даже разные родители учат детей разным предметам. Многие также дополняют свои уроки программами дистанционного обучения и классами в местных колледжах.
В 4% школ в США практикуют телесные наказания учеников.

### Начальная школа
Начальное образование имеет тенденцию фокусироваться на базовых академических навыках обучения и социализации, привлекая детей к широкому диапазону знаний, навыков (в том числе о поведении и общении), которые им необходимы для достижения успеха в жизни, и особенно в средней школе.
Начальные школы (англ. elementary schools, англ. grade schools, или англ. grammar schools) обычно обучают детей с возраста 5 лет до 11 или 12. Один учитель преподает все предметы, кроме изобразительных искусств, музыки и физкультуры, уроки которых проходят раз или два в неделю. Из академических предметов преподаются, как правило, арифметика (изредка — начальная алгебра), чтение и письмо, с акцентом на орфографию и повышение словарного запаса. Естественные и общественные науки преподаются мало и не разнообразно. Часто общественные науки принимают форму краеведения.
Часто в начальной школе обучение состоит из художественных проектов, экскурсий, и других форм учёбы через развлечение.

### Школы среднего звена
Школы среднего звена, английское название которых иногда переводится как средние школы (англ. middle schools, англ. junior high schools, или англ. intermediate schools), как правило обучают детей в возрасте от 11 или 12 до 14 лет — с шестого или седьмого по восьмой или девятый класс. В последнее время[когда?] шестой класс все чаще включается в среднюю школу. Обычно в средней школе, в отличие от начальной, один учитель преподает один предмет. Обязательными циклами предметов (core subjects) являются: математика, английский язык и литература (English language art), естественные науки (science), общественные науки (social studies). Как правило, последние три цикла в школах среднего звена не разделяются на отдельные предметы. Так, естествознание включают сведения из биологии, физики, химии, геологии, изучаемые в одном курсе, а «общественные науки» содержат знания из географии, истории, граждановедения. Некоторые программы школ среднего звена предусматривают отдельные предметы в рамках обязательных циклов, обычно характерные для старших школ.
Кроме циклов предметов, обязательных во всей стране, школьные округа и отдельные школы могут иметь и другие обязательные предметы, часто физкультура (physical education). Несколько предметов ученики выбирают сами, обычно это иностранные языки, искусство и технология.
Обычно за год ученики проходят от 6 до 10 разных предметов, поскольку режим обучения предусматривает занятия по каждому предмету ежедневно или (в рамках менее распространенной, но тоже популярной системы Block scheduling) через день.
В школе среднего звена распространено разделение учеников на обыкновенные и продвинутые потоки, которое в последние годы может начинаться и в начальной школе. Ученики, которые учатся лучше других по данному предмету, могут учиться в продвинутом («почётном») классе, где быстрее проходят материал и где им задают больше домашних заданий. В последнее время[когда?] такие классы, особенно по гуманитарным дисциплинам, в некоторых местах упразднены: критики считают, что изолирование хорошо успевающих учеников не дает плохо успевающим подтягиваться. Кроме разделения классов на обычные и «почётные» (honors), часто встречаются программы «для талантливых учеников» (gifted and talented programs). По некоторым предметам, чаще всего по математике, учеников могут переводить на курсы, рассчитанные на старшие классы (tracking system).

### Старшая школа
Старшая школа (англ. high school) — последний этап среднего образования в США, длящийся с девятого по двенадцатый класс. В старшей школе ученики могут выбирать предметы более свободно, чем в средней, и должны выполнить лишь минимальные критерии для получения диплома, которые устанавливает школьный совет. Типичные минимальные требования такие:
- 3 года изучения математики, вплоть до второго года алгебры;
- 4 года изучения английского языка и литературы;
- 2—4 года изучения общественных наук, обычно включающих в себя историю и государственное устройство США;
- 2—4 года изучения естественных наук, обычно включающих в себя биологию и химию;
- 1—2 года изучения физкультуры.

Другие предметы общественнонаучного (география, мировая история, правоведение) и естественнонаучного (физика, энергетика, экология) циклов часто предоставляются на выбор школьникам и не входят в число обязательных для успешного окончания школы по требованиям штата. Однако школьные округа могут вводить дополнительные требования: часто это иностранные языки, технология, физика. Многие школьные округа требуют выполнения общественных работ на протяжении определенного количества часов.
Для поступления во многие вузы требуется более полная программа, в том числе 2—4 года изучения иностранного языка. Большинство известных вузов в правилах приема четко указывают требования к предметам, которые должен пройти в школе будущий абитуриент.
Остальные предметы ученики должны выбирать сами. Набор таких предметов бывает различным по количеству и качеству, в зависимости от финансового положения школы и наклонностей школьников. Типичный набор необязательных предметов такой:
- статистика, информатика, энвироника;
- иностранные языки (чаще всего испанский, французский и немецкий; реже японский, китайский, русский, латынь и греческий);
- изобразительные искусства (живопись, скульптура, фотография, кинематограф);
- исполнительское искусство (театр, оркестр, танец);
- компьютерные технологии (пользование компьютером, компьютерная графика, веб-дизайн);
- издательское дело (журналистика, редактирование ежегодника);
- труд (обработка дерева, ремонт автомобилей).

В некоторых случаях ученик может вообще не изучать ни один из необязательных предметов.
В старшей школе, особенно в последние два года, появляется новый тип продвинутого класса. Школьники могут выбирать предметы, которые должны подготавливать их к экзаменам Advanced Placement или Международного бакалавриата. Большинство вузов засчитывает хорошую отметку на этих экзаменах как начальный курс по соответствующему предмету.
Advanced Placement (сокращенно AP) — это платная образовательная программа, которая направлена на подготовку учеников старшей школы к обучению в университетах Канады, США и Великобритании. Она позволяет сэкономить финансовые расходы и время при обучении в высшей школе, так как ученик ещё до поступления в вуз может выучить программу первых семестров. После завершения курсов учащиеся сдают экзамен и подают результаты вместе с другими документами в вуз.
Отметки, как в школе, так и в вузах, ставят по системе A/B/C/D/F, где A — лучшая отметка, F — неудовлетворительно, а D может считаться удовлетворительно или неудовлетворительно в зависимости от обстоятельств. Ко всем отметкам, кроме F, может приставляться «+» или «−». В некоторых школах не существует оценок А+ и D−. Из этих отметок вычисляется среднее (англ. grade point average, сокр. GPA), в котором A считается за 4, B — за 3, и так далее. Отметки за продвинутые классы в школе часто поднимаются на пункт, то есть A считается за 5, и так далее.
Среднее образование имеет также ряд проблем. По словам министра образования США, школьная система находится в стагнации и проигрывает в конкуренции с другими странами. Страна оказалась на 18-м месте из 36 в рейтинге по версии Организации экономического сотрудничества и развития. Приблизительно 25 % учеников вовремя не могут окончить учёбу и не справляются с экзаменами. На решение этих проблем нацелена, в частности, многомиллиардная реформа Барака Обамы «Гонка к вершине» (Race to the Top).

## Высшее образование
Высшее образование обычно получают в течение 4-6 лет обучения в колледже или университете. В 2009 году в США действовало 4352 высших учебных заведения. В 2008 36 % выпускников вузов прошли обучение по четырёхлетней программе (бакалавриат) и 57 % — по шестилетней (бакалавриат + магистратура).
В 2001 в вузах США училось 515 000 иностранных студентов из 17,5 миллионов в целом, из которых 60 % — из Азии. В последнее время образование в вузах, как частных, так и государственных, становится все дороже. Плата за год обучения — от 5 000 долларов в университете штата до 40 000 долларов в Гарварде, и хотя бедным студентам даются щедрые стипендии, их часто недостаточно для студентов из среднего класса, чьи семьи теряют большую часть своих доходов. С 2002—2003 по 2003—2004 учебный год плата за обучение в государственных вузах выросла на 14 %, а в частных — на 6 %, что всё равно больше уровня инфляции за то же время.
В американской разговорной речи все вузы обычно называются колледжами (англ. college), даже если они не колледжи, а университеты.

### Аккредитация
Все программы обучения в государственных и частных вузах проходят аккредитацию в соответствующих аккредитационных агентствах (программы магистратуры и докторантуры — каждая специальность отдельно). Аккредитационные советы не контролируются государством, но департамент образования США ведет список признаваемых им аккредитационных агентств. Существуют также колледжи и университеты, не прошедшие аккредитацию, например:
- Так называемые фабрики дипломов, где дипломы просто продают всем желающим
- Некоторые библейские колледжи и другие религиозные организации, программы которых не являются академическими, а используются для обучения священнослужителей определённых направлений. (Однако во многих религиозных организациях обязательной является аккредитованная степень бакалавра)
- Институты маргинальных научных направлений
- Образовательные учреждения, не соответствующие стандартам высшего образования по темам, количеству часов или квалификации преподавателей (например вечерние школы для взрослых).

Во многих штатах использование неаккредитованного диплома для получения работы квалифицируется как подлог, однако любая организация может называться колледжем, институтом или университетом и выдавать «диплом» любого образца по любым правилам, например просто за деньги, что часто используется с мошенническими целями.

### Типы вузов
Вузы США можно разделить на три типа, которые как правило сильно отличаются друг от друга, главным образом по количеству студентов и атмосфере.
Один из главных отличительных признаков — наличие или отсутствие научно-исследовательских программ и программы аспирантуры, которое отличает колледж от университета. Колледж — это высшее учебное заведение, которое занимается, в основном, обучением студентов, а научная работа, если и есть, остается на втором плане. Подавляющее большинство четырёхлетних колледжей — маленькие (менее 2 000 студентов) и частные, хотя в последнее время начали появляться колледжи штатов, созданные для талантливых студентов штата. Многие маленькие колледжи — религиозные, иногда называемые «Библейскими колледжами» (англ. bible colleges), в собственном смысле колледжами могут и не являться (не имея аккредитации). Колледжи с гуманитарным уклоном часто называют «колледжами свободных искусств». Лучшие колледжи свободных искусств, такие как Амхерст, Вильямс и Суортмор, сравнимы по престижности с университетами Лиги плюща, но поскольку их гораздо меньше, они менее известны, хотя качество обучения в них очень высокое.
Университеты делятся на два типа: частные университеты и публичные. Последние чаще всего являются университетами штатов, финансируемыми властями конкретных штатов, но бывают университеты, принадлежащие муниципалитетам, например Городской университет Нью-Йорка. Университеты штатов часто очень велики и как правило несколько уступают в престиже ведущим частным. Их главная цель — обучать студентов из своего штата, и поэтому для студентов из других штатов и конкурс, и плата за обучение обычно выше. Во многих университетах штатов обучение страдает из-за больших классов, малого внимания преподавателей к студентам и бюрократии. Тем не менее, такие университеты штатов, как Калифорнийский университет в Беркли, Вашингтонский университет, Мичиганский университет и Виргинский университет являются весьма престижными, Беркли в рейтингах обгоняет почти все университеты Лиги плюща.
К числу частных университетов принадлежат самые известные американские вузы, такие как Гарвард, Йель, Принстон, Стенфорд, МИТ и «Калтех». Большая часть их — средней величины, хотя есть и очень маленькие (например, Калифорнийский технологический институт) и очень большие (например, Нью-Йоркский университет или Университет Южной Калифорнии).

### Поступление в вузы
Местные колледжи обязаны по закону предоставлять образование любому жителю местности, в которой они расположены, но поступление в американские четырёхлетние вузы — зачастую длительный и сложный процесс. Заявление о приеме — это длинная анкета, на которой поступающий обязан записать не только свои отметки в школе и на стандартных экзаменах, но и свои интересы, достижения и награды вне школьной программы, а также одно или несколько сочинений на заданные темы. Кроме того, ученик обязан подать рекомендации от учителей и, в некоторых вузах, пройти собеседование с выпускником — волонтёром.
Поскольку стандарты в разных школах очень разные, отметки обычно мало говорят о подготовленности учеников. Поэтому их дополняют результаты стандартных экзаменов. Обычно абитуриенты должны сдать один из двух общих экзаменов — SAT Reasoning Test или ACT, а в некоторых случаях — один или несколько экзаменов SAT Subject Tests, которые проверяют знания по определённым предметам.
Вузы часто обращают внимание на внепрограммные достижения абитуриентов: в спорте, искусстве, общественной работе; и принимают тех, кто особо проявил инициативу и тех, кто, как они считают, добавят яркости и разнообразия в жизнь вуза. При этом рассматривается не только уровень, но и область достижений: атлет, занимающийся спортом, в котором недостает участников, или музыкант, играющий на нужном инструменте, таком как фагот, может быть отобран, даже если его остальные способности не слишком впечатляют.
Учительские рекомендации очень важны, поскольку они помогают судить и о таланте, и о старательности, и о других качествах студента. Сочинения помогают отобрать самых оригинальных и изобретательных школьников, а собеседования часто показывают, насколько характер школьника подходит к характеру вуза. Таким образом, каждый элемент заявления играет роль в составлении понятия о поступающем. Насколько такое понятие играет роль, зависит главным образом от величины вуза.
Из-за непредсказуемости этого процесса многие школьники поступают в несколько вузов, иногда до десяти, включая один, в который они почти точно будут приняты. Чтобы уменьшить количество бумаг или сетевых форм, которые школьники должны заполнять, многие вузы принимают Стандартное заявление (англ. Common Application).

### Особенности обучения
В самых больших университетах абитуриент обычно должен поступать на определённый факультет, но в большую часть вузов он поступает в вуз вообще. Даже там, где нужно поступать на факультет, есть способы перейти с факультета на факультет и возможно иметь статус «нерешившего», хотя путь на некоторые факультеты при этом становится почти или совсем закрыт. В других вузах студент должен решить, в чём специализироваться, в конце первого, а иногда второго курса. Иногда в дополнение к основной специальности (англ. major) можно добавить одну или более дополнительных (англ. minor) специальностей, а иногда можно выбрать две или даже три основных специальности.
Посещение каждого курса даёт определённое количество кредитов (очков), которые соответствуют определённому числу часов работы в неделю над этим курсом. Студент может выбирать себе курсы свободно, но он должен зарабатывать больше минимума и меньше максимума кредитов и выполнять требования вуза по своей специальности или специальностям. Требования могут быть конкретные («векторный анализ») или общие («девять кредитов гуманитарных наук») и могут быть выполнены в любое время до получения диплома.
Отметки в американских вузах выставляются по семестрам или реже по триместрам. Они зависят главным образом от экзаменов, которые сдаются, как правило, в середине семестра или триместра (англ. midterms) и в экзаменационную сессию в конце учебного года (англ. finals). Также могут засчитываться домашние задания, проекты, презентации, рефераты и т. д.

### Высшее образование в Калифорнии
За последние несколько десятков лет (с 1978 года) ухудшилась ситуация с доступностью университетского образования в штате Калифорния.

## Физические наказания учеников в школах
Телесные наказания в школах в США официально разрешены и практикуются, хотя подобная практика, начиная с 1970-х годов, запрещалась во всё большем числе штатов. По состоянию на ноябрь 2023 года, они не запрещены в 17 штатах страны: Алабама, Аризона, Арканзас, Флорида, Джорджия, Индиана, Канзас, Кентукки, Луизиана, Миссисипи, Миссури, Северная Каролина, Оклахома, Южная Каролина, Теннесси, Техас, Вайоминг. Наказание практически всегда состоит из шлёпания ягодиц ученика паддлом. Учащиеся могут подвергаться физическому наказанию с детского сада до окончания средней школы, это означает, что даже те ученики, которые достигли совершеннолетия и «юридической взрослости», но при этом учатся в последних классах, иногда подвергаются телесным наказаниям со стороны школьных работников. В 2011/2012 учебном году в американских государственных школах были подвергнуты телесным наказаниям более 167 000 учащихся. Практически все телесные наказания в школах применяются в южных штатах США, при этом 70 % учащихся, наказанных таким образом, проживают всего в пяти штатах: Миссисипи, Техас, Алабама, Арканзас и Джорджия. В американских школах эта практика неуклонно сокращается.